# Agrippa
Agrippa je římské cognomen, mužské křestní jméno a moderní příjmení.

## Původ a význam
Agrippa (z latiny "aegre partus" (obtížně narozen), nebo "aegripes": "churavá noha") je původní římské jméno, které ojediněle bylo užíváno jako rodné jméno. Používáno však bylo především jako cognomen u četných římských rodin.

## Významní nositelé tohoto jména
- Agrippa Menenius Lanatus, římský konzul v roce 503 př. n. l., který utišil první odboj lidu proti patricijům
- Marcus Vipsanius Agrippa (63 – 12 př. n. l.), římský politik a vojevůdce, zeť císaře Augusta
- Agrippa Postumus (12 př. n. l. – 14 n. l.), nejmladší syn Marca Vipsania Agrippy
- Asinius Agrippa, římský konzul v roce 25 n. l.
- Herodes Agrippa I. (10 př. n. l. – 44 n. l.), panovník v Palestině
- Herodes Agrippa II. (27 n. l. – po 97 n. l.), panovník v Palestině
- Agrippa (filozof), řecký astronom a filozof žijící v 1. a 2. století
- Heinrich Cornelius Agrippa von Nettesheim (1486 – 1535), německý učenec, teolog, právník, lékař a filozof
- Théodore Agrippa d'Aubigne (1550 – 1630), francouzský spisovatel
- Camillo Agrippa, renesanční učitel šermu, architekt, inženýr a matematik